# Ludwig Gebhardt (Maler)

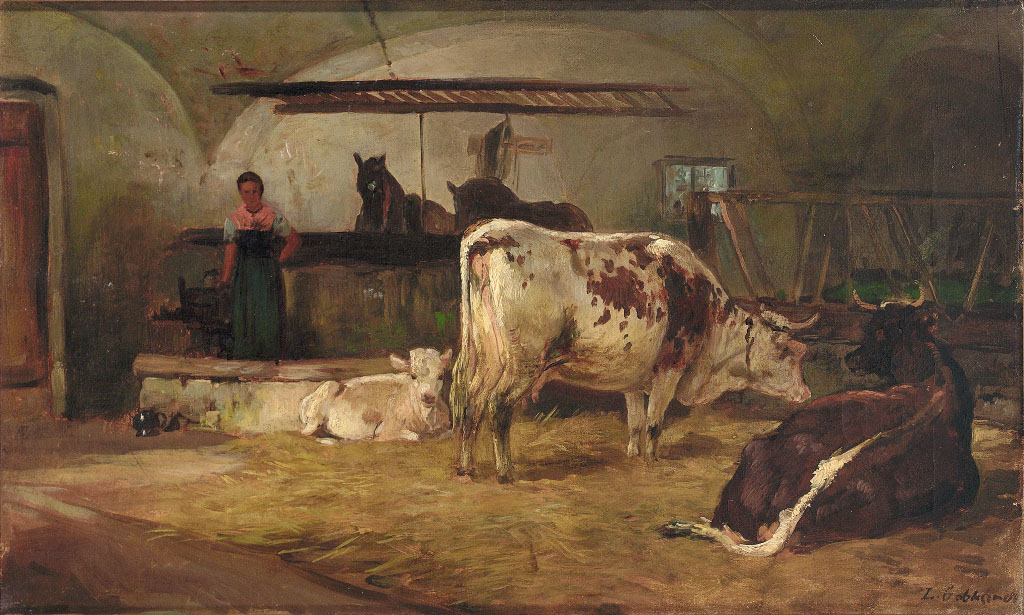
Blick in einen Stall mit Bäuerin, Kühen, Kalb und Pferden

Ludwig Gebhardt (* 20. Juli 1830 in München; † 6. Oktober 1908 ebenda) war ein deutscher Landschaftsmaler. 
Ludwig Gebhardt studierte ab dem 11. Mai 1846 an der Königlichen Akademie der Künste in München in der Malereiklasse. Nach dem Studium beschäftigte er sich mit der Landschaftsmalerei, unternahm Studienreisen nach der Isar, dem Chiemsee, dem bayerischen Alpenvorland, Tirol, Oberitalien und der Adria. Seit 1869 stellte er seine Werke im Münchner Glaspalast aus. 